# Пророчество
Пророчество (от гръцки, „предсказание“) е послание до група хора (семейство, племе, народ, цивилизация или цялото човечество), предупреждаващо я за изменение на нейната съдба. Обикновено пророчествата се поднасят от някоя харизматична личност, наричана пророк.
По-известни пророчества са тези в Библията (Стария завет и книгата Откровение на Йоан), пророчествата на Нострадамус, Мохамед, Джоузеф Смит, Ванга. Повечето съвременни пророчества представляват единствено вестникарска сензация. От гледна точка на юдаизма и други монотеистични религии, пророчеството е процес на общуване на Бог с хората (пророците), а пророкът е длъжен да предаде Неговото послание на обекта на въпросното пророчество.
В западната култура, където общопризната религия е християнството, от гледна точка на значимост и сила на убедителност на пророчествата, Библията има най-висока степен на доверие.